# Château d'Aya
Le château d'Aya (綾城, Aya-jō) se trouve à Aya, préfecture de Miyazaki au Japon.

## Histoire
Le château d'Aya fut construit entre 1331 et 1334 environ. Il tient son nom de celui qui en dirigea la construction et qui s'appelait lui-même « Aya » (son vrai nom était Koshiro Yoshito). Sa famille régna sur le château jusqu'à l'époque Muromachi quand le chef du clan Itō s'en empara. Le clan Shimazu prit le contrôle du château à la suite de sa victoire sur le clan Itō en 1577. Le château fut alors donné à Niiro Hisatoki, un des vassaux du clan Shimazu. Toyotomi Hideyoshi conquit le château pendant une brève période dix ans plus tard. En 1615, le bâtiment fut détruit à cause d'un décret shogunal ordonnant qu'il n'y ait qu'un château par domaine.
Le donjon (tenshu) du village fut reconstruit en bois en 1985 en fonction des représentations des autres châteaux de l'époque. Il héberge un musée contenant des objets relatifs à l'histoire du château.